# Anthony Davidson
Anthony Denis Davidson (* 18. duben 1979 Hemel Hempstead) je britský automobilový závodník, bývalý pilot Formule 1.
Do roku 2006 absolvoval ve Formuli 1 pouze 3 závody, působil především jako spolehlivý testovací pilot pro tým BAR a Honda. V roce 2007 a 2008 jezdil za B tým Hondy Super Aguri dokud nezkrachoval, poté opět šel testovat k Hondě. Od roku 2009 testuje za nástupce Hondy tým Brawn.

## Osobní
11. srpna 2006 se Davidson oženil se svou přítelkyní Carrie v Banbury, Oxfordshire. Oba teď žijí v Brackley. Bratr Anthonyho, Andrew, se objevil v reality-show Big Brother.

## Kariéra před Formulí 1
Anthony Davidson začal v roce 1987 na motokárách, účastnil se britského, evropského a severoamerického šampionátu. V roce 1999 postoupil do Formule Ford a zvítězil v British Formula Ford Festival.
Následující rok bojoval o nejvyšší příčky britského mistrovství Formule Ford. Zvítězil ve Formule Ford Festival v Brands Hatch a také v prestižní anketě o nejlepšího mladého pilota McLaren/Autosport Young Driver of the Year Award.
V roce 2001 jezdil s vozem Formule 3 v britském mistrovství v týmu Carlin, celkově obsadil druhé místo za Takumou Satem.

## Formule 1

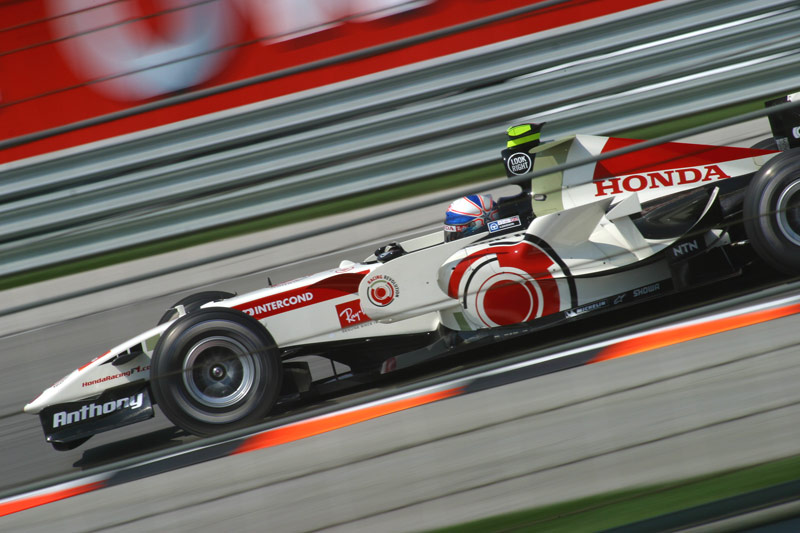
Anthony Davidson na Hondě při Velké ceně Spojených států

### 2002-2005: Minardi, testman BAR
Ke konci roku 2001 se stal Davidson testovacím jezdcem týmu BAR. V dalším roce proniknul Anthony do dvou závodu šampionátu za tým Minardi, kde nahradil Alexe Yoonga, kterého tým suspendoval za to, že se 3x nekvalifikoval do závodu. Původně jej měl nahradit Justin Wilson, ale kvůli jeho vysoké výšce ho odmítli. Davidson se kvalifikoval jen 0,6 s za svým stájovým kolegou, Markem Webberem při svých startech v Maďarsku a v Belgii. Ani jeden závod nedokončil.
Pro sezónu 2003 si místo v žádném týmu nevysloužil a tak znovu testoval pro BAR. Znovu se zde setkal s Takumou Satem. Když Sato nahradil v kokpitu Jacquese Villeneuva, stal se Davidson třetím a náhradním pilotem. To se mu hodilo pro sezónu 2004, jelikož mohl jezdit v pátečních dopoledních trénincích. Takhle objel všechny závody v kalendáři.
Na rok 2005 se měl Anthony stát jezdcem týmu Williams. Z podpisu smlouvy ale nakonec sešlo, když Williams nesouhlasil s „vrácením“ Davidsona v roce 2006. Musel tak zůstat u týmu BAR a doufat ve svou příležitost. Tu dostal při Grand Prix Malajsie 2005, kde nahradil Sata. Po 2 kolech ale musel odstoupit kvůli poruše motoru.

### 2006, 2008: testman Honda
V roce 2006 pokračoval v roli testmana pro tým BAR, který se ale přeměnil na tým Honda. Jelikož se BAR neumístil mezi 4 nejlepšími konstruktéry, mohla Honda nasazovat třetí vůz do pátečních tréninků. Davidson tak opět objel všechny závody v pozici testovacího jezdce. V roce 2008 se Davidson opět vrátil k Hondě a testoval na okruhu Catalunya, když testovací jezdec Alexander Wurz závodil v Le Mans.

### 2007-2008: Super Aguri

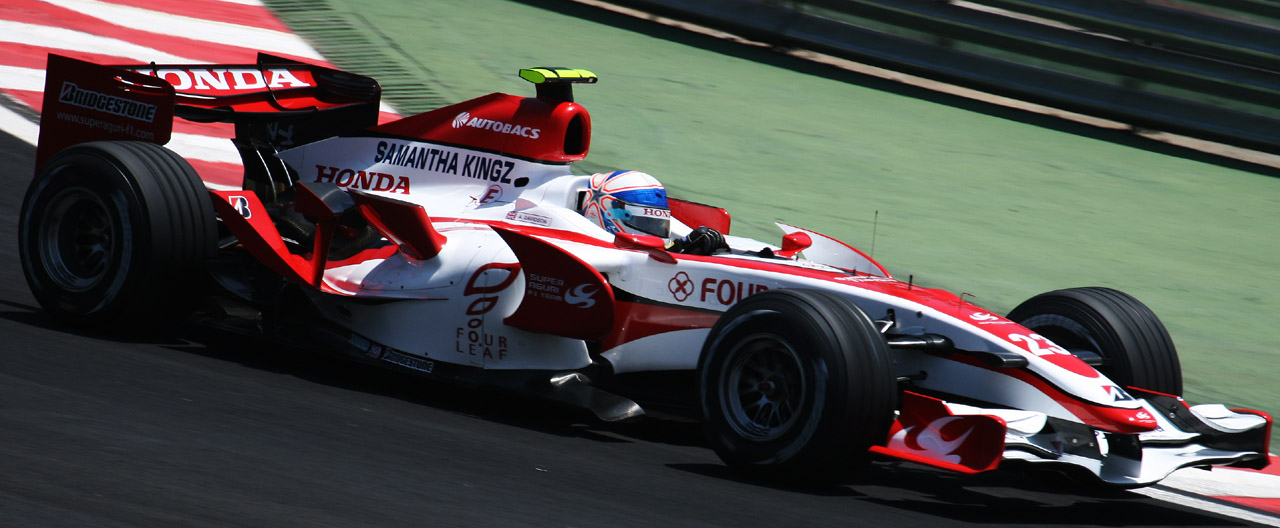
Davidson ve voze Super Aguri při Grand Prix Brazílie 2007

15. listopadu 2006 potvrdil nově vzniklý tým Super Aguri, že Anthony Davidson bude závodit v roce 2007 po boku Takumy Sata. Poprvé se tak stal naplno jezdcem Formule 1. Největší šanci na zisk bodů měl při Grand Prix Kanady. Nicméně svišť na trati ho vrátil na 11. místo. Po celou sezónu nezískal Anthony ani bod a sbíral umístění za první desítkou.
Davidson měl závodit za Super Aguri i v roce 2008, tým ale z finančních důvodů po 4 závodech F1 opustil. Anthony Davidson byl tak znovu bez angažmá.

## Kompletní výsledky ve Formuli 1
| Legenda k tabulce | Legenda k tabulce                                                                       |
| Barva             | Výsledek                                                                                |
| ----------------- | --------------------------------------------------------------------------------------- |
| Zlatá             | Vítěz                                                                                   |
| Stříbrná          | 2. místo                                                                                |
| Bronzová          | 3. místo                                                                                |
| Zelená            | Bodované umístění                                                                       |
| Modrá             | Nebodované umístění                                                                     |
| Modrá             | Dokončil neklasifikován (NC)                                                            |
| Fialová           | Odstoupil (Ret)                                                                         |
| Červená           | Nekvalifikoval se (DNQ)                                                                 |
| Červená           | Nepředkvalifikoval se (DNPQ)                                                            |
| Černá             | Diskvalifikován (DSQ)                                                                   |
| Bílá              | Nestartoval (DNS)                                                                       |
| Bílá              | Závod zrušen (C)                                                                        |
| Světle modrá      | Pouze trénoval (PO)                                                                     |
| Světle modrá      | Páteční testovací jezdec (TD)                                                           |
| Bez barvy         | Netrénoval (DNP)                                                                        |
| Bez barvy         | Vyřazen (EX)                                                                            |
| Bez barvy         | Nepřijel (DNA)                                                                          |
| Bez barvy         | Odvolal účast (WD)                                                                      |
| Bez barvy         | Nezúčastnil se (prázdné)                                                                |
| Označení          | Význam                                                                                  |
| Tučnost           | Pole position                                                                           |
| Kurzíva           | Nejrychlejší kolo                                                                       |
| †                 | Jezdec nedojel do cíle, ale byl klasifikován, protože odjel více než 90 % délky závodu. |
| ‡                 | Byl udělován poloviční počet bodů, protože bylo odjeto méně než 75 % délky závodu.      |
| Horní index       | Umístění bodujících jezdců ve sprintu                                                   |

| Rok  | Tým                               | Šasi             | Motor                 | 1       | 2       | 3       | 4       | 5      | 6      | 7      | 8       | 9       | 10     | 11      | 12     | 13      | 14      | 15      | 16      | 17     | 18     | 19  | Body | Umístění  |
| ---- | --------------------------------- | ---------------- | --------------------- | ------- | ------- | ------- | ------- | ------ | ------ | ------ | ------- | ------- | ------ | ------- | ------ | ------- | ------- | ------- | ------- | ------ | ------ | --- | ---- | --------- |
| 2002 | KL Minardi Asiatech               | Minardi PS02     | Asiatech AT02 3.0 V10 | AUS     | MAL     | BRA     | SMR     | ESP    | AUT    | MON    | CAN     | EUR     | GBR    | FRA     | GER    | HUN Ret | BEL Ret | ITA     | USA     | JPN    |        |     | 0    | NC        |
| 2004 | Lucky Strike BAR Honda            | BAR 006          | Honda RA004E 3.0 V10  | AUS TD  | MAL TD  | BHR TD  | SMR TD  | ESP TD | MON TD | EUR TD | CAN TD  | USA TD  | FRA TD | GBR TD  | GER TD | HUN TD  | BEL TD  | ITA TD  | CHN TD  | JPN TD | BRA TD |     | –    | –         |
| 2005 | Lucky Strike BAR Honda            | BAR 007          | Honda RA005E 3.0 V10  | AUS 11  | MAL Ret | BHR     | SMR     | ESP    | MON    | EUR    | CAN     | USA     | FRA    | GBR     | GER    | HUN     | TUR     | ITA     | BEL     | BRA    | JPN    | CHN | 0    | NC        |
| 2006 | Lucky Strike Honda Racing F1 Team | Honda RA106      | Honda RA806E 2.4 V8   | BHR TD  | MAL TD  | AUS TD  | SMR TD  | EUR TD | ESP TD | MON TD | GBR TD  | CAN TD  | USA TD | FRA TD  | GER TD | HUN TD  | TUR TD  | ITA TD  | CHN TD  | JPN TD | BRA TD |     | –    | –         |
| 2007 | Super Aguri F1                    | Super Aguri SA07 | Honda RA807E 2.4 V8   | AUS 16  | MAL 16  | BHR 16† | ESP 11  | MON 18 | CAN 11 | USA 11 | FRA Ret | GBR Ret | EUR 12 | HUN Ret | TUR 14 | ITA 14  | BEL 16  | JPN Ret | CHN Ret | BRA 14 |        |     | 0    | 23. místo |
| 2008 | Super Aguri F1                    | Super Aguri SA08 | Honda RA808E 2.4 V8   | AUS Ret | MAL 15  | BHR 16  | ESP Ret | TUR    | MON    | CAN    | FRA     | GBR     | GER    | HUN     | EUR    | BEL     | ITA     | SIN     | JPN     | CHN    | BRA    |     | 0    | 22. místo |

## Kariéra před Formulí 1

### Motokáry
- 1996
  - Mistrovství Evropy Formule A – 2. místo
  - Mistrovství světa Formule A – 31. místo
- 1998
  - Světový pohár Formule Super A – 29. místo
  - Mistrovství světa Formule Super A – 34. místo
- 1999
  - Mistrovství světa Formule Super A – 29. místo
  - Mistrovství Evropy Formule Super A – 20 místo

### Formule Ford
- 1999
  - Britská zimní série – 1. místo 47 bodů
- 2000
  - Formule Ford Festival – 1. místo
  - Mistrovství Velké Británie – 3. místo 122 bodů

### Formule Renault
- 2000
  - Evropský pohár – 29 místo 4 body

### Formule 3
| Rok  | 1 | 2 | 3 | 4 | 5 | 6 | 7 | 8 | 9 | 10 | 11 | 12 | 13 | Pořadí   | Body |
| ---- | - | - | - | - | - | - | - | - | - | -- | -- | -- | -- | -------- | ---- |
| 2001 | 1 | 2 | 3 | 4 | 5 | 6 | 7 | 8 | 9 | 10 | 11 | 12 | 13 | 2. místo | 272  |

Tým / Vůz
- 2001 – Carlin Motorsport /Dallara F301 - Mugen

### American Le Mans Series
| Rok  | 1 | 2 | 3 | 4 | 5 | 6 | 7 | 8 | 9 | Pořadí    | Body |
| ---- | - | - | - | - | - | - | - | - | - | --------- | ---- |
| 2003 | 1 | 2 | 3 | 4 | 5 | 6 | 7 | 8 | 9 | 11. místo | 44   |

Tým / Vůz
- 2001- Prodrive Allstars / Ferrari 550 Maranello